# Urtica urentivelutina
Urtica urentivelutina é uma espécie do gênero Urtica. Esta espécie está intimamente relacionada com U. macbridei, mas difere pelo seu indumento muito mais denso e longo, especialmente nas estípulas (subglabras em U. macbridei) e pela presença de pêlos urticantes no perigon das flores femininas. As folhas são densamente pubescentes e também irregularmente buladas entre as nervuras, característica não encontrada em outras espécies peruanas.

## Descrição
Sua liana tem 35 m (115 ft) de altura de um rizoma lenhoso de aproximadamente 810 mm (32 in) de espessura. Suas hastes são frouxas, com pêlos pontiagudos espalhados entre um comprimento de 1.5 and 2 mm (0.059 and 0.079 in) e com uma cobertura densa e branca de tricomas simples de 11.5 mm (0.45 in) longo. As folhas são opostas, com estípulas interpeciolares unidas aos pares, mas profundamente incisadas, e completamente cobertas por tricomas simples brancos de aproximadamente 0.51 mm (0.020 in) de comprimento. Os pecíolos têm um comprimento de 24 cm (9.4 in), e seus cistólitos são em grande parte puntiformes. As inflorescências são unissexuais, enquanto seu fruto é ovalado, aproximadamente 1.5 mm (0.059 in) x 1 mm (0.039 in), com ápice muito curto, amplamente incluído no perigônio pubescente.

## Distribuição
Em La Libertad, na Província de Sánchez Carrión. É encontrada principalmente nos restos de vegetação de floresta nublada.